# Fritz Baumgärtner

Friedrich Baumgärtner

Friedrich „Fritz“ Baumgärtner (* 14. März 1897 in Dielkirchen; † 10. April 1957 in Ludwigshafen am Rhein) war ein deutscher Politiker (KPD).

## Leben
Fritz Baumgärtner heiratete am 2. Juli 1920 in Dielkirchen Barbara Elisabeth Elker. Gemeinsam hatten sie zwei Söhne, Friedrich Baumgärtner (* 22. September 1920 in Potzbach bei Winnweiler; † 23. August 1991 in Ludwigshafen am Rhein) und Hans August Baumgärtner (* 14. Juli 1925 in Ludwigshafen am Rhein; † 19. November 1944 gefallen im Raum Haboudange, Frankreich)
Nach der „Machtergreifung“ der Nationalsozialisten 1933 wurde er in das KZ Dachau verschleppt und anschließend 16 Monate lang im Gefängnis inhaftiert.

### Beruf
Fritz Baumgärtner war bis 1922 bei der BASF als Metallarbeiter tätig. Von 1923 bis 1925 war er Geschäftsführer des kommunistischen Industrieverbands Chemie. Nach dem Zweiten Weltkrieg wurde er 1945 Landesvorsitzender der IG Metall.

### Politik
Baumgärtner wurde 1919 Mitglied der USPD und schloss sich 1920 der KPD an. 1928 wurde er als Angehöriger der ultralinken Weddinger Opposition aus der KPD ausgeschlossen, jedoch 1931 wiederaufgenommen. 1945 wurde er zum Ersten Vorsitzenden der KPD Pfalz gewählt. 1946 war er Mitgründer der KP Hessen-Pfalz und Mitglied der Landesleitung. Im Februar 1951 trat Baumgärtner aus der KPD aus. Von 1924 bis 1928 war Baumgärtner für die KPD Abgeordneter im Bayerischen Landtag (Stimmkreis Ludwigshafen II). Von 1946 bis 1952 war er im Stadtrat von Ludwigshafen am Rhein. 1946 wurde er Mitglied der Beratenden Landesversammlung im neugebildeten Bundesland Rheinland-Pfalz und von 1947 bis 1951 gehörte er dem ersten rheinland-pfälzischer Landtag an. 1949 kandidierte er erfolglos für den ersten Deutschen Bundestag. 1950 wurde Baumgärtner in den Bezirkstag Pfalz gewählt.